# Кустинка
Кустинка — річка в Україні, в межах Рівненського району Рівненської області. Ліва притока Горині (басейн Прип'яті). 

## Опис
Довжина 17 км. Річка рівнинного типу. Долина порівняно вузька і глибока. Заплава місцями заболочена. Річище слабозвивисте (в пониззі більш звивисте). Споруджено кілька ставків. 

## Розташування
Кустинка бере початок на північ від села Біла Криниця. Тече в межах північної частини Рівненського плато переважно на північний захід. Впадає до Горині біля північної околиці села Решуцьк. 
Над річкою розташовані села: Городище, Великий Житин, Малий Житин, Забороль, Кустин і Решуцьк. 